# Unió φ Josephson
Una unió φ Josephson (pronunciat unió fi Josephson) és un tipus particular de la unió Josephson, que té una fase Josephson φ diferent de zero a l'estat fonamental. Una unió π Josephson, que té l'energia mínima corresponent a la fase de π, n'és un exemple concret.

## Introducció
L'energia de Josephson {\displaystyle U} depèn de la diferència de fase superconductora {\displaystyle \phi } (fase de Josephson) periòdicament, amb el període {\displaystyle 2\pi }. Per tant, ens centrem només en un període (per exemple, {\displaystyle -\pi <\phi \leq +\pi }). A la unió ordinària de Josephson, la dependència {\displaystyle U(\phi )} té el mínim a {\displaystyle \phi =0}. La funció 
{\displaystyle U(\phi )={\frac {\Phi _{0}I_{c}}{2\pi }}[1-\cos(\phi )]},
on Ic és el corrent crític de la unió, i {\displaystyle \Phi _{0}} és el quàntic de flux, és un bon exemple del {\displaystyle U(\phi )} convencional.
En canvi, quan l'energia Josephson {\displaystyle U(\phi )} té un mínim (o més d'un mínim per període) a {\displaystyle \phi \neq 0}, aquests mínims corresponen als estats d'energia més baixos (estats fonamentals) de la unió i es parla de «unió φ Josephson».
Considerem dos exemples.
Primer, considerem la unió amb l'energia de Josephson {\displaystyle U(\phi )} tenint dos mínims a {\displaystyle \phi =\pm \varphi } dins de cada període, on {\displaystyle \varphi } (de manera que {\displaystyle 0<\varphi <\pi }) és un nombre. Per exemple, aquest és el cas de
{\displaystyle U(\phi )={\frac {\Phi _{0}}{2\pi }}\left\{I_{c1}[1-\cos(\phi )]+{\frac {1}{2}}I_{c2}[1-\cos(2\phi )]\right\}},
que correspon a la relació corrent-fase
{\displaystyle I_{s}(\phi )=I_{c1}\sin(\phi )+I_{c2}\sin(2\phi )}.
Si Ic1>0 i Ic2<-1/2<0, els mínims de l'energia de Josephson es produeixen a {\displaystyle \phi =\pm \varphi }, on {\displaystyle \varphi =\arccos \left(-2I_{c1}/I_{c2}\right)}. S'ha de tenir en compte que l'estat fonamental d'aquesta unió de Josephson és doblement degenerat perquè {\displaystyle U(-\varphi )=U(+\varphi )}.
Un altre exemple és la unió amb l'energia Josephson similar a la convencional, però desplaçada al llarg de l'eix {\displaystyle \phi }, per exemple
{\displaystyle U(\phi )={\frac {\Phi _{0}I_{c}}{2\pi }}[1-\cos(\phi -\varphi _{0})]},
i la corresponent relació corrent-fase
{\displaystyle I_{s}(\phi )=I_{c}\sin(\phi -\varphi _{0})}.
En aquest cas, l'estat fonamental és {\displaystyle \phi =\varphi _{0}} i no és degenerat.
Els dos exemples anteriors mostren que el perfil energètic de Josephson a la unió φ Josephson pot ser bastant diferent, donant lloc a diferents propietats físiques. Sovint, per distingir quin tipus particular de relació de fase actual es vol dir, les investigacions utilitzen diferents noms. De moment no hi ha una terminologia ben acceptada. No obstant això, alguns investigadors utilitzen la terminologia segons A. Buzdin: la unió Josephson amb un estat fonamental doble degenerat {\displaystyle \phi =\pm \varphi } (similar al primer exemple anterior) s'anomena unió φ Josephson, mentre que la unió amb estat fonamental no degenerat (similar al segon exemple anterior) s'anomena unió {\displaystyle \varphi _{0}} Josephson.

## Realització d'unions φ
Els primers indicis del comportament de la unió φ (estats fonamentals degenerats o dependència no convencional de la temperatura del seu corrent crític) es van informar a principis del segle xxi. Aquestes unions estaven fetes de superconductors d'ona d.
La primera realització experimental de la unió φ controlable es va informar el setembre de 2012 pel grup d'Edward Goldobin a la Universitat de Tübingen. Es basa en una combinació de segments 0 i π en un dispositiu híbrid superconductor-aïllant-ferromagnètic-superconductor i demostra clarament dos corrents crítics corresponents a dos estats d'unió {\displaystyle \phi =\pm \varphi }. La proposta de construir una unió φ Josephson a partirde molts segments (infinitament) 0 i π ha aparegut en els treballs de R. Mints i altres, encara que en aquell moment no existia el terme «unió φ». La paraula «unió φ Josephson» va aparèixer per primera vegada a l'obra de Buzdin i Koshelev, la idea dels quals era similar. Seguint aquesta idea, es va proposar a més utilitzar una combinació de només dos segments 0 i π.
La unió {\displaystyle \varphi _{0}} basada en el punt quàntic de nanofils va ser informada el 2016 pel grup de Leo Kouwenhoven de la Universitat Tecnològica de Delft. El nanofil InSb té un fort acoblament espín-òrbita i es va aplicar un camp magnètic que condueix a l'efecte Zeeman. Aquesta combinació trenca les simetries d'inversió i d'inversió del temps creant un corrent finit a diferència de fase zero.
Altres realitzacions proposades teòricament inclouen les unions geomètriques φ. Hi ha una predicció teòrica que es pot construir l'anomenada unió φ geomètrica basada en una nanoestructura superconductora d'ona d.

## Propietats de les unions φ
- Dos corrents crítics relacionats amb la fugida (depinning) de la fase de dos pous diferents del potencial Josephson. El corrent crític més baix es pot veure experimentalment només a baix amortiment (baixa temperatura). Les mesures del corrent crític es poden utilitzar per determinar l'estat (desconegut) (+φ o -φ) de la unió φ.
- En el cas de la unió φ construïda a partir de segments 0 i π, el camp magnètic es pot utilitzar per canviar l'asimetria del perfil de l'energia Josephson fins al punt que un dels mínims desapareix. Això permet preparar l'estat desitjat (+φ o -φ). A més, el potencial d'energia Josephson periòdic asimètric es pot utilitzar per construir dispositius semblants a trinquets.
- Les unions φ llargues permeten tipus especials de solucions de solitons; els vòrtexs fragmentats[10] de dos tipus: un transporta el flux magnètic Φ1<Φ0, mentre que l'altre transporta el flux Φ₂=Φ0−Φ1. Aquí Φ0 és el quàntic de flux magnètic. Aquests vòrtexs són els solitons d'una equació de doble sinus-Gordon.[11] Es van observar a les unions de límit de gra d'ona d.[6]

## Aplicacions
- Similar a la unió π Josephson, les unions φ es poden utilitzar com a bateria de fase.
- Es poden utilitzar dos estats estables +φ i -φ per emmagatzemar una informació digital. Per escriure l'estat desitjat es pot aplicar un camp magnètic, de manera que un dels mínims energètics desapareix, de manera que la fase no té més remei que passar a la resta. Per llegir un estat desconegut de les unions φ es pot aplicar el corrent de polarització amb valor entre els dos corrents crítics. Si les unions φ canvien a l'estat de tensió, el seu estat era −φ, en cas contrari, era +φ. Ja es va demostrar l'ús de les unions φ com a cel·la de memòria (1 bit).[12]
- En el domini quàntic, la unió φ es pot utilitzar com un sistema de dos nivells (Qbit).